# Rhynchodontodes soricalis
Rhynchodontodes soricalis är en fjärilsart som beskrevs av Rudolf Püngeler 1908. Rhynchodontodes soricalis ingår i släktet Rhynchodontodes och familjen nattflyn. Inga underarter finns listade.